# Кара-Булак (река)
Кара-Була́к — река в России, протекает по Республике Алтай. Устье реки находится по левому берегу реки Акалаха. Длина реки составляет 24 км.
Протекает через озеро Укок

## Данные водного реестра
По данным государственного водного реестра России относится к Верхнеобскому бассейновому округу, водохозяйственный участок реки — Катунь, речной подбассейн реки — Бия и Катунь. Речной бассейн реки — (Верхняя) Обь до впадения Иртыша.
Код объекта в государственном водном реестре — 13010100312115100004240.